# Barki (rejon dzierżyński)
Barki (biał. Баркі; ros. Борки, Borki) – wieś na Białorusi, w obwodzie mińskim, w rejonie dzierżyńskim, w sielsowiecie Dobryniewo.